# プライムレート
プライムレート（英: Prime rate）とは経済学用語の一つ。銀行が企業に対して融資をする際に最も優遇された金利のことを言う。銀行がプライムレートで貸し出す先となる企業は、銀行がそれを最も信用できる優良企業であると判断したがゆえである。ゆえに銀行から融資を受ける際の金利は、信用の度合いに応じて低くなるということである。このプライムレートというのは短期プライムレートと長期プライムレートというものに分類され、前者が概ね1年未満の貸し出し期間であり後者は1年以上の貸し出し期間である。